# Phrynobatrachus dalcqi
Phrynobatrachus dalcqi là một loài ếch trong họ Petropedetidae. Chúng là loài đặc hữu của Cộng hòa Dân chủ Congo.
Các môi trường sống tự nhiên của chúng là các khu rừng vùng núi ẩm nhiệt đới hoặc cận nhiệt đới, đồng cỏ ở cao nhiệt đới hoặc cận nhiệt đới, đầm nước, đầm nước ngọt, và đầm nước ngọt có nước theo mùa.